# Carsten Meyer (Politiker)

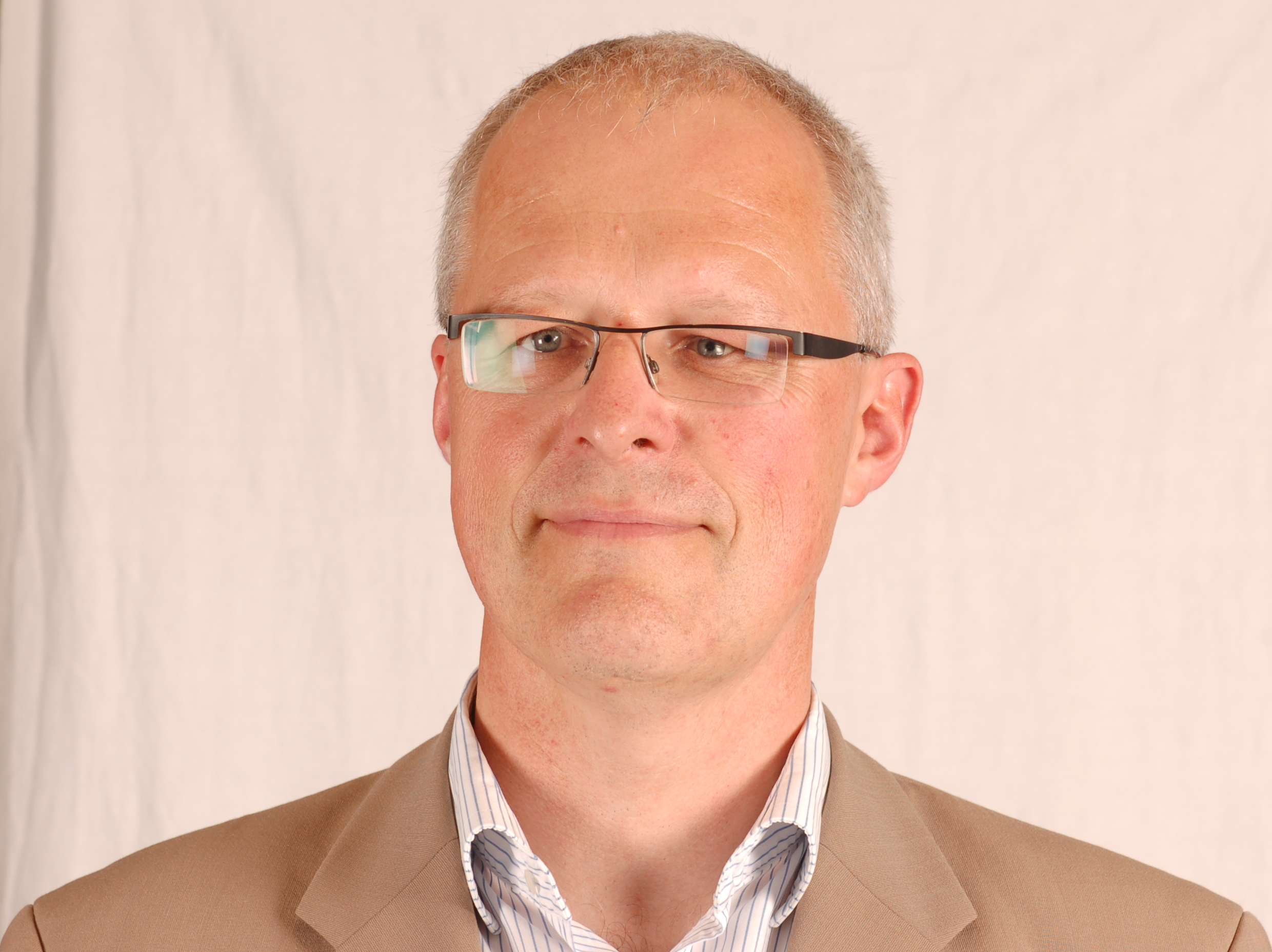
Carsten Meyer

Carsten Meyer (* 15. Juli 1961 in Ehra-Lessien) ist ein deutscher Politiker (Bündnis 90/Die Grünen). Von 2009 bis 2014 war er Mitglied des Thüringer Landtags.

## Werdegang
Meyer legte 1980 das Abitur am Theodor-Heuss-Gymnasium in Wolfsburg ab, studierte 1980–1985 Sozialwissenschaften in Göttingen und schloss sein Studium als Diplom-Sozialwirt ab. Von 1987 bis 1989 war er Wissenschaftlicher Mitarbeiter am Institut für Regionalforschung, Göttingen.
Ab 1976 engagierte Meyer sich in der Anti-Atomkraft-Bewegung und bei einer alternativen Stadtzeitung. Er war als Kommunalpolitiker in Göttingen aktiv und war dort für die Grün-Alternative Liste von 1989 bis 1992 im Stadtrat. Seit 2010 gehört Herr Meyer mit Unterbrechungen dem Stadtrat von Weimar an.
1989 wurde Meyer Mitarbeiter des "Ländliche Erwachsenenbildung in Niedersachsen e.V. (LEB)" und 1991–1994 geschäftsführender pädagogischer Leiter des LEB Thüringen e.V. Er war von 1995 bis 2000 Beigeordneter der Stadt Weimar für Planen, Bauen und Umwelt und von Januar bis Juni 2001 Dezernent für Wirtschaft und Bauen. Von 2001 bis 2009 arbeitete er als Geschäftsführer für die Diakonie in Weimar. Von 2016–2022 war er pädagogischer Direktor des Vereins "Ländliche Erwachsenenbildung in Niedersachsen e.V.". Seit 2025 leitet er für die Caritas Mittelthüringen ein Projekt zum Verringerung von Wohnungs- und Obdachlosigkeit in Erfurt. 
Seit 1993 gehört er dem Thüringer Landesverband von Bündnis 90/Die Grünen an. Bei der Wahl 2009 in Thüringen zog Meyer über Platz 6 der Landesliste in den Landtag ein. Als Direktkandidat im Wahlkreis Weimar erreichte er mit 17,2 % der Stimmen das beste Wahlkreisergebnis seiner Partei in dem Bundesland.
Meyer ist Vorsitzender des Landesverbandes Thüringen von Pro Familia und im Vorstand der Ländlichen Erwachsenenbildung in Thüringen sowie der Regionalen Aktionsgruppe Weimar-Mittelthüringen des LEADER Förderprogramms. Er vertritt die Stadt Weimar in der Regionalen Planungsgemeinschaft Mittelthüringen.
2012 kandidierte er für das Amt des Oberbürgermeisters in Weimar und erzielte mit 12,2 % das beste Ergebnis von Bündnis 90/Die Grünen in den kreisfreien Städten Thüringens. Von 2001–2010, 2014–2016 und seit März 2022 ist er Mitglied des Weimarer Stadtrates. Er kandidierte 2023 für das Amt des Oberbürgermeisters in Nordhausen, erhielt bei der Wahl jedoch nur 1,4 % der Stimmen. Er vertritt den Landesverband seiner Partei in Bundesarbeitsgemeinschaften für Ökologie und Ländliche Entwicklung. 